# Montmorin (Puy-de-Dôme)
Montmorin ist eine Gemeinde in der französischen Region Auvergne-Rhône-Alpes im Département Puy-de-Dôme. Sie gehört zum Arrondissement Clermont-Ferrand und zum Kanton Billom. Die Gemeinde, die drei Kilometer südöstlich von Billom am Rand des regionalen Naturparks Livradois-Forez liegt, umfasst 13,65 Quadratkilometer Fläche auf 370 bis 703 m Meereshöhe. Sie hat 730 Einwohner (Stand 1. Januar 2022).

## Geschichte
Der Ort mit dem ursprünglichen Namen „Mons maurinus“ liegt im Schatten von einer Festung des 12. und 13. Jahrhunderts, der Wiege des mächtigen Ortsadels von Montmorin, die 1634 auf Befehl Richelieus zerstört wurde.

## Sehenswürdigkeiten
- Ruine der Burg Montmorin, einer Anlage des 12. bis 16. Jahrhunderts, teilweise restauriert (Museum)
- Eglise de la Vialle, alte Kapelle der Burg, romanisch, abgeändert im 14., 15. und 16. Jahrhundert
- Eglise de la Martre, Pfarrkirche, von 1874, neugotisch, mit fünf Originalfenstern aus dem Atelier von Champrobert in Clermont-Ferrand
- Temple de Protestants, 1878
- Croix monumentale, Sandsteinkreuz, Mitte 19. Jahrhundert